# Зариньупите
За́риньупите (латыш. Zariņupīte; За́риньупе, латыш. Zariņupe) — река в Латвии и Эстонии. Течёт по территории Раматской волости Мазсалацского края и волости Саарде уезда Пярнумаа. Правый приток среднего течения Раматы.
Длина реки составляет 11 км (по другим данным — 8 км). Площадь водосборного бассейна равняется 13,9 км².
Исток реки находится на территории деревни Яэрья в волости Саарде (Эстония). Впадает в Рамату возле населённого пункта Талцис в Раматской волости Латвии.